# Bridgette Gordon
Bridgette C. Gordon (DeLand, 27 april 1967) is een voormalig Amerikaans basketbalspeelster. Zij won met het Amerikaans basketbalteam de gouden medaille tijdens de Olympische Zomerspelen 1988.
Gordon speelde voor het team van de University of Tennessee. Ze speelde daarna bij verschillende clubs in Italië en Turkije, voordat zij in 1997 haar WNBA-debuut maakte bij de Sacramento Monarchs. Ze speelde in totaal 2 seizoenen bij deze club.
Tijdens de Olympische Zomerspelen 1988 in Seoel won ze olympisch goud door Joegoslavië te verslaan in de finale met 77-70. 
Na haar carrière als speler werd zij basketbalcoach. Gordon werd in 2007 toegevoegd aan de Women’s Basketball Hall of Fame.